# Julio Mauricio
Julio Mauricio (Boedo, Buenos Aires, Argentina, 26 de junio de 1919 - ibídem, 19 de noviembre de 1991) fue un escritor, autor, cuentista, guionista de cine y dramaturgo argentino de decenas de obras teatrales.

## Carrera
Julio Mauricio fue un prestigioso escritor y autor de obras teatrales. Hijo de familia española de clase media-baja, se hizo popularmente conocido tras escribir su obra La valija (1968) que fue llevada por Enrique Carreras al cine en 1971.
Iniciado como  maestro mayor de obras o, como él sostenía, de constructor de "tercera categoría", también fue escritor hizo varios cuentos y publicó alguno libros.
En 1973 tuvo la oportunidad de recorrer La Habana, Cuba.

## Filmografía
- 1959: Ahora será lo que no ha sido.
- 1965: Un largo día gris.
- 1971: La valija (guion y autor), encabezada por Luis Sandrini y Malvina Pastorino.
- 1975: Los días que me diste (guion), actuada por Inda Ledesma y Arturo Puig.[4]

## Obras
- Motivos (1964), obra que fue dirigida por Roberto Durán.
- En la mentira.
- La forma adecuada (1967)
- La depresión (1970).[5]
- La maleta (1971), comedia en dos actos.
- El enganche, llevada al teatro por Héctor Tealdi y protagonizada por Carlos Carella y Leonor Manso.[6]
- La puerta (1972)
- Un despido de corriente (1972)
- Datos personales (1972)
- Los retratos (1973)
- Elvira (1982)
- El Sr. Eduardo[7]

## Libros
- Teatro latinoamericano de agitación (1972)
- Caminos del teatro latino-americano (1973)
- De la monarquía y otros textos (1982)

## Galardones
- "Primer Premio Instituto Nacional de Cinematografía" por Ahora será lo que no ha sido (1959).
- "Primer Premio Dirección Nacional de Cultura", por la obra Motivos (1964).
- "Premio Estímulo Instituto Nacional de Cinematografía" , por Un largo día gris" (1965).
- "Mención especial concurso Teatro I.F.I.", por la obra La forma adecuada (1967).
- "Trofeo Argentores" por mejor obra estrenada temporada 1968, por La valija.
- "Premio Talia", mejor obra temporada 1968, por La valija.
- "Premio Teatro General San Martín", por En la Mentira (1969).
- "Premio Municipalidad de Buenos Aires", por La depresión (1971).
- "Mención Casa de las Américas" por la obra Un despido de corriente (1972).
- "Mención Casa de las Américas" por la obra Los retratos (1973).
- "Premio Cronistas Cinematográficos" por mejor adaptación cinematográfica (1971).
- "Premio Nacional Consagración Ministerio de Cultura y Educación" (1975).
- "Premio Argentores" por obra temporada 1974 por Los retratos
- "Diploma por haber integrado terna Mejor Autor Temporada de Teatro Popular de México" (1975).
- "Primer Premio Municipal de Buenos Aires Temporada 1974" por Los retratos.
- "Primer Premio Fundación Eligio González Cadavid" por la obra Elvira (1980).[8]